# Hrychkivtsi
Hrychkivtsi (en ukrainien : Гришківці) ou Grichkovtsy (en russe : Гришковцы) est une commune urbaine de l'oblast de Jytomyr, en Ukraine. Sa population s'élevait à 4 175 habitants en 2021.

## Géographie
Hrychkivtsi se trouve à 5 km au nord du centre de Berditchev et fait partie de son agglomération. Elle est située à 35 km au sud de Jytomyr et à 147 km au sud-ouest de Kiev.

## Histoire
Hrychkivtsi a été fondée en 1775 et a le statut de commune urbaine depuis 1938.

## Population
Recensements (*) ou estimations de la population :
| 1959* | 1970* | 1979* | 1989* | 2001* |
| ----- | ----- | ----- | ----- | ----- |
| 4 485 | 4 485 | 4 474 | 4 578 | 4 627 |

| 2009  | 2010  | 2011  | 2012  | 2013  |
| ----- | ----- | ----- | ----- | ----- |
| 4 343 | 4 295 | 4 282 | 4 278 | 4 297 |

| 2021  | - | - | - | - |
| ----- | - | - | - | - |
| 4 175 | - | - | - | - |

## Transports
Par la route, Hrychkivtsi se trouve à 5 km du centre de Berditchev et à 39 km de Jytomyr.